# قصر السكاكيني
قصر السكاكيني من أقدم قصور مصر. بُني سنة 1897 م على يد حبيب باشا السكاكيني. يقع القصر في ميدان السكاكيني في وسط مدينة القاهرة، وتحديدا في منطقة الظاهر المزدحمة بالسكان وعرف محيط القصر لاحقا بحي السكاكيني.
بني قصر السكاكيني على يد معماريين إيطاليين جاؤوا خصيصا للمشاركة في بنائه، وتتداخل فيه الطرازات المختلفة من حول العالم، ويعتبر نموذج لفن الروكوكو، 

## السكاكيني باشا
سميت المنطقة بعد بناء القصر على اسم صاحب القصر حبيب باشا السكاكيني (غابرييل حبيب السكاكيني) (1841-1923) فهو من مواليد دمشق في سوريا وصل إلى مصر بعمر يتراوح بين 16-17 عاما ليتولي وظيفة بشركة قناة السويس الوليدة في بورسعيد. على مدى السنوات الأربع القادمة هذا السوري عمل لحسابها بمبلغ تافه من 3-4 فرنكات فرنسية في الشهر تحرك إلى القاهرة في نهاية المطاف كان ذلك من أجل التنمية الاقتصادية وليس لأسباب صحية كما اشيع تقول الأسطورة ان حبيب السكاكيني جذب اهتمام الخديوي إسماعيل عندما صدر بواسطة الشحن على الجمال طرود من القطط الجائعة إلى المنطقة التي تنتشر فيها الفئران في قناة السويس. في غضون أيام، تم حل مشكلة هذا الوباء من القوارض. ونظرا لقدرته على الحل السريع والابتكار والمبادرة قام الخديوي، باستخدام هذا السوري النبيه، وكلفه بمهمة شاقة وهى استكمال بناء الأوبرا الخديوية. وأصبح يعمل تحت يد المعماري الإيطالي Pietro Avoscani، قام السكاكيني بعمل نظام شيفت عمل 3 فترات في 8 ساعات للفترة الواحدة لمدة ال 90 يوما المقبلة. ولقد نجح وانتهت أعمال بناء دار الأوبرا في الوقت المناسب لوصول وزيارة الملوك الأوروبيين، إلى مصر لحضور افخم احتفال لافتتاح قناة السويس في 17 نوفمبر 1869. وكان الخديوي سخي بطريقة لا حدود لها. فمن الآن فصاعدا البناء وعقود الأشغال العامة لا يمكن ان تفشل لأنها كانت تدار بواسطة وعلى طريقة السكاكيني. في ال 39 من عمره، نال حبيب السكاكيني اللقب العثماني ‘بيك’، وتم الموافقة في القسطنطينية من قبل السلطان عبد الحميد. بعد عقدين من الزمن، في 12 مارس 1901 منح Rome’s Leon الثالث عشر السكاكيني اللقب البابوي ‘الكونت’ تقديرا لخدماته لمجتمعه.
والذي أصبح في النهاية من المقاولين الأثرياء في ذلك الزمان وقد اشترك في دور بارز في أعمال حفر قناة السويس، ومن اللقب الذي لقب به (السكاكيني) يقال أنه جمع ثروته قبل العمل في المقاولات من تجارة السكاكين والأسلحة.
وقد بنى القصر على قطعة أرض منحت له على بركة أرض تسمى بركة الشيخ قمزيحي الظاهر.

## وصف القصر
بني القصر على الطراز الإيطالي حيث بنته شركة إيطالية كلفها حبيب باشا السكاكيني على أن يكون نسخة من القصر الذي شاهده في إيطاليا ووقع في غرامه وقد اختار لقصره موقعا جذابا يشع منه 8 طرق رئيسية وبالتالي أصبح القصر نقطة مركزية في المنطقة ولم يكن الحصول على مثل هذا الموقع سهلا في ذلك الوقت لكن علاقة السكاكيني باشا مع الخديوي سهلت هذه المهمة.
القصر بقبابه مخروطية الشكل وبتصميمه البيزنطي المنتمي للعصور الوسطى يبدو الآن في غير مكانه وسط المباني الحديثة والزحام الشديد والنظرة للقصر من الخارج لن تعطى الانطباع الصحيح ابدا عن مساحته الشاسعة، حيث بني القصر على مساحة 2698 متر مربع يضم أكثر من 50 غرفة ويصل ارتفاعه لخمسة طوابق يحتوى القصر على أكثر من 400 نافذة وباب و 300 تمثال ومنهم تمثال نصفي لحبيب باشا السكاكيني بأعلى المدخل الرئيسي للقصر وعلى الرغم من عدم اتساع الحديقة المحيطة بالقصر إلا أنها ساعدت على عزل القصر نوعا من المباني الحديثة من حوله.
في عام 1923 توفى حبيب باشا السكاكيني قسمت ثروته بين الورثة الذين قاموا بإعطاء القصر للحكومة حيث قام أحد أحفاد السكاكيني وكان طبيبا بالتبرع بحصته لوزارة الصحة والتي لم تكن الجهة المؤهلة لوراثة مثل هذا القصر.
وفي 1961 تم نقل متحف التثقيف الصحي من عابدين إلى قصر السكاكيني وذلك بأمر من محافظ القاهرة، وفي سنة 1983 صدر قرار وزاري من وزارة الصحة بنقل متحف التثقيف الصحي إلى المعهد الفني بامبابة، وتم نقل بعض المعروضات إلى امبابة والبقية تم تخزينها وقتئذ في بدروم أسفل القصر.
وقد تم تسجيل هذا القصر في عداد الآثار الإسلامية والقبطية بقرار رئيس مجلس الوزراء رقم 1691 لسنة 1987، ليتم وضعه تحت رعاية المجلس الأعلى للآثار.
القصر اليوم مفتوح للزوار الذين يكون أغلبهم من طلبة الفنون حيث يقضون فيه الساعات الطوال لدراسة التماثيل والزخارف التي تملأ القصر ويكفى أن تتجول في أروقة القصر وغرفه الفارغة لتشعر برهبة وروعة المكان وتسنتشق عبير المجد الغابر.

## معرض صور

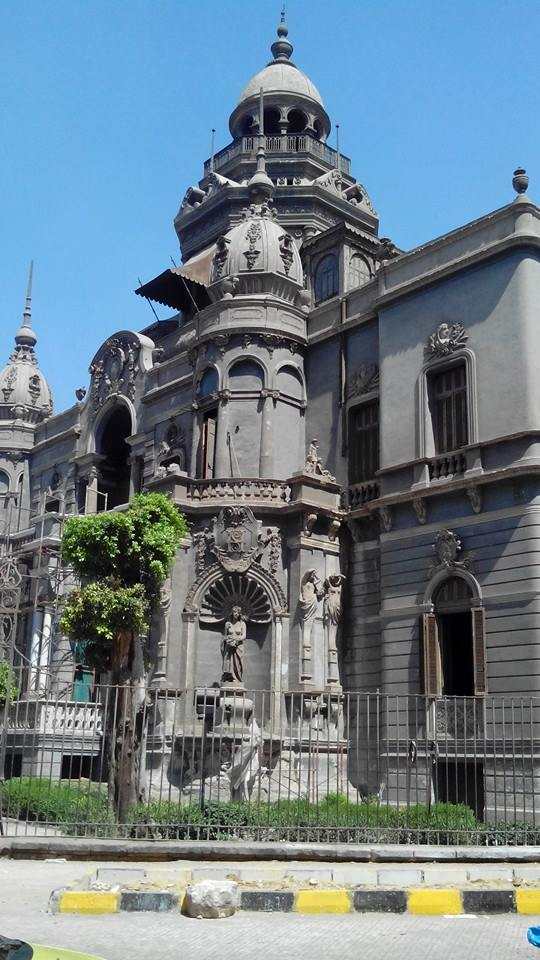
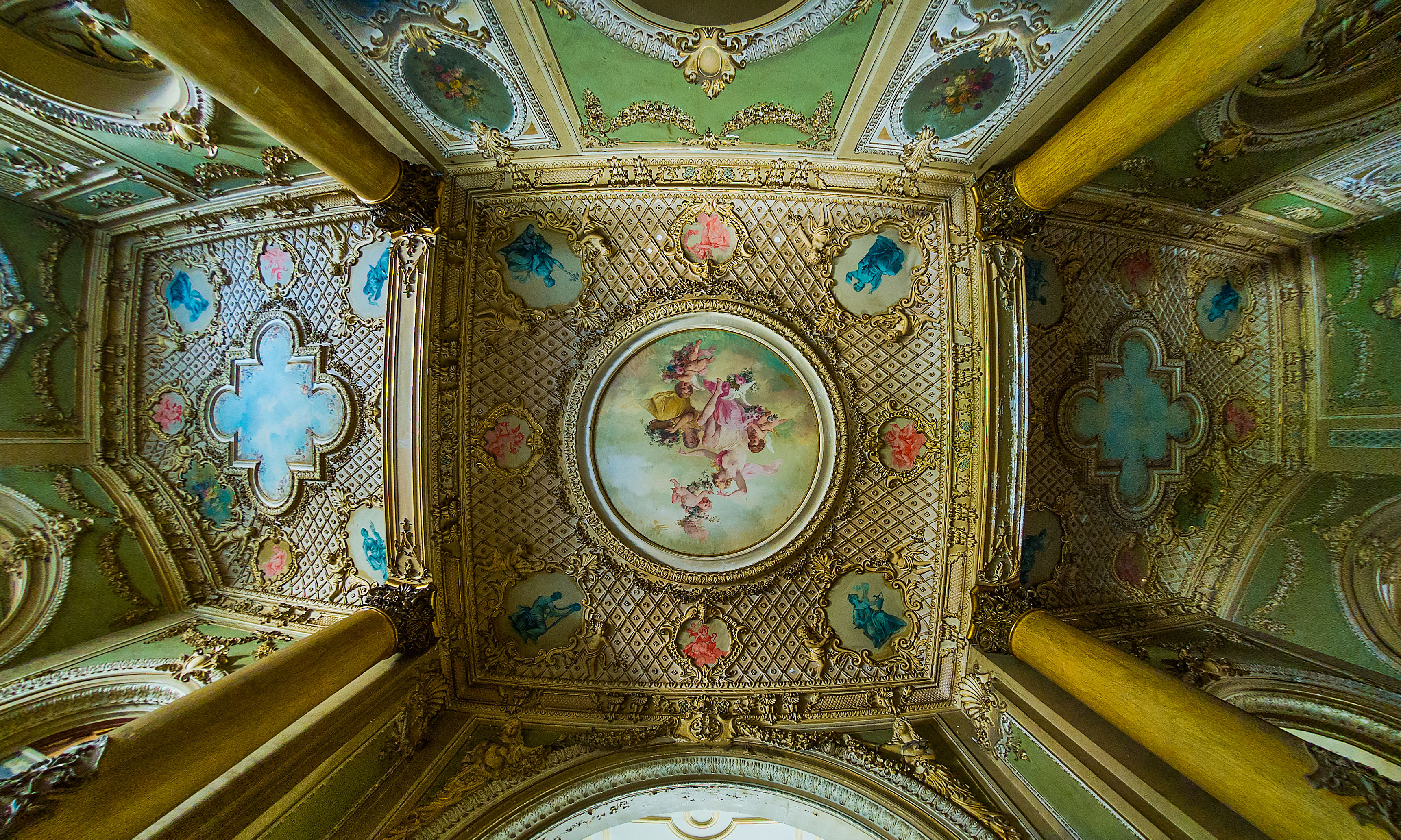
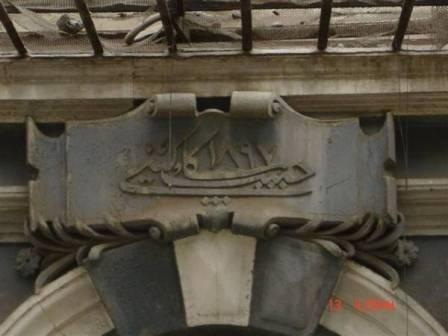
اسم حبيب باشا السكاكيني منقوش على الجدار مع تاريخ الإنشاء
منظر خارجي لقصر السكاكيني
تمثال نصفي للسكاكيني باشا على مدخل القصر
يظهر التصميم الأوربي حرف (إس) أول حرف من اسم السكاكيني باشا بالإنجليزية
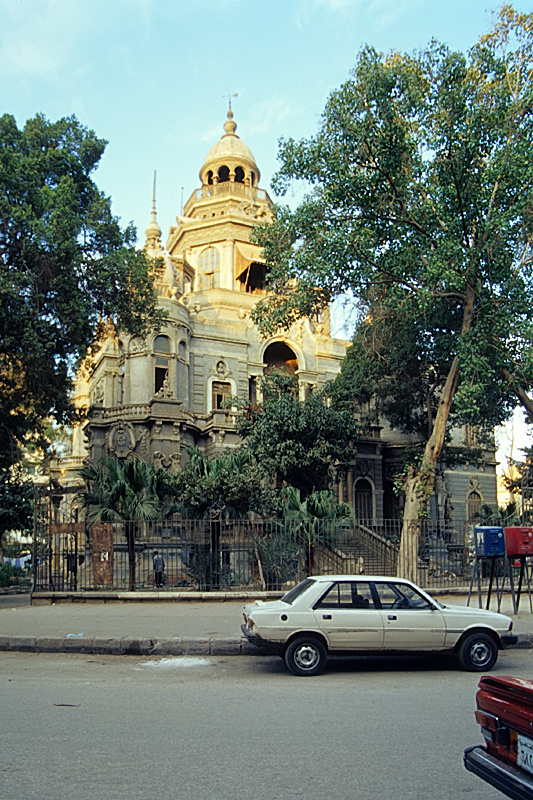
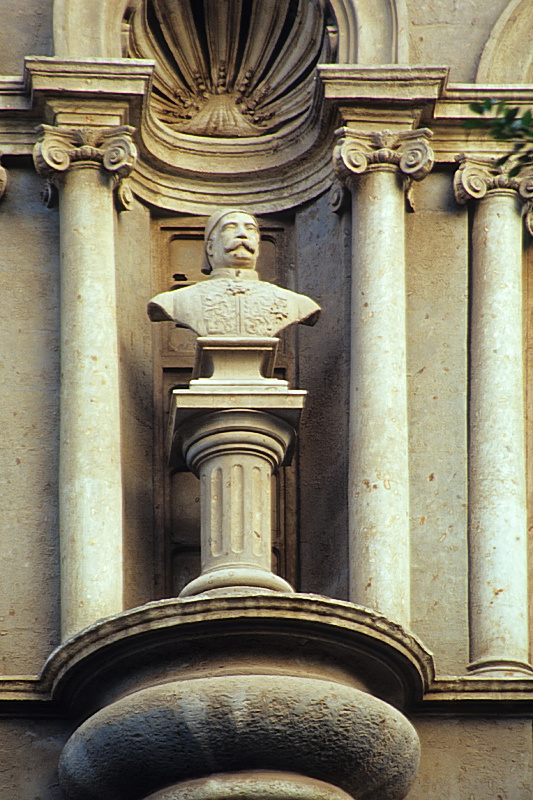
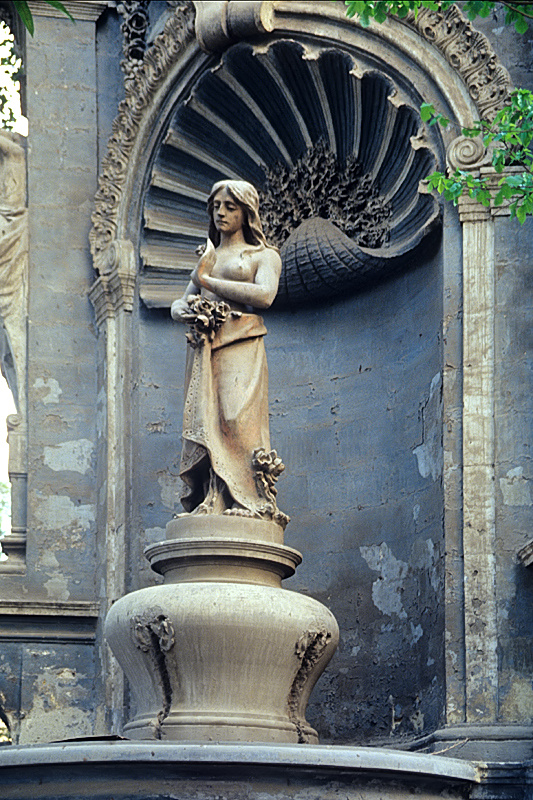
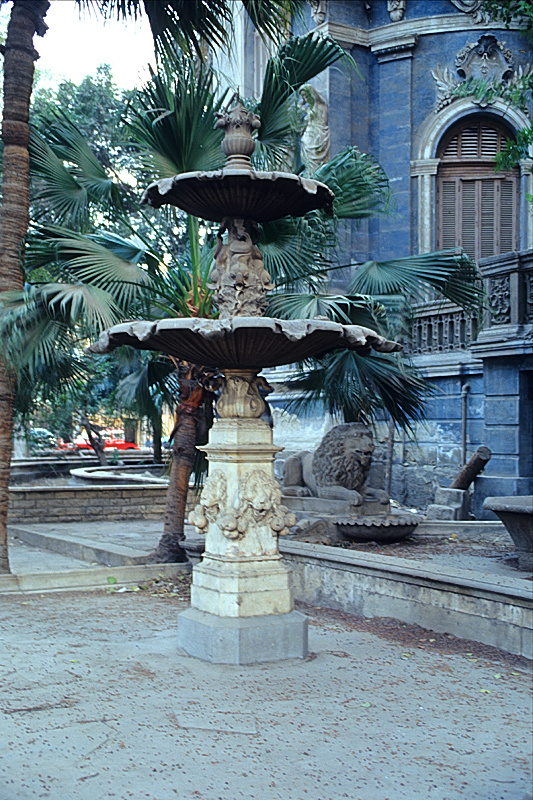
نافورة
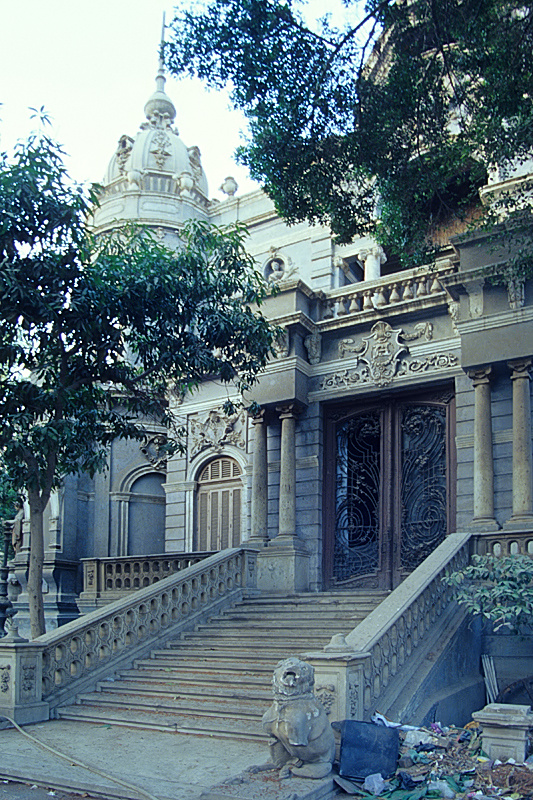